# Гражданство Турецкой Республики Северного Кипра

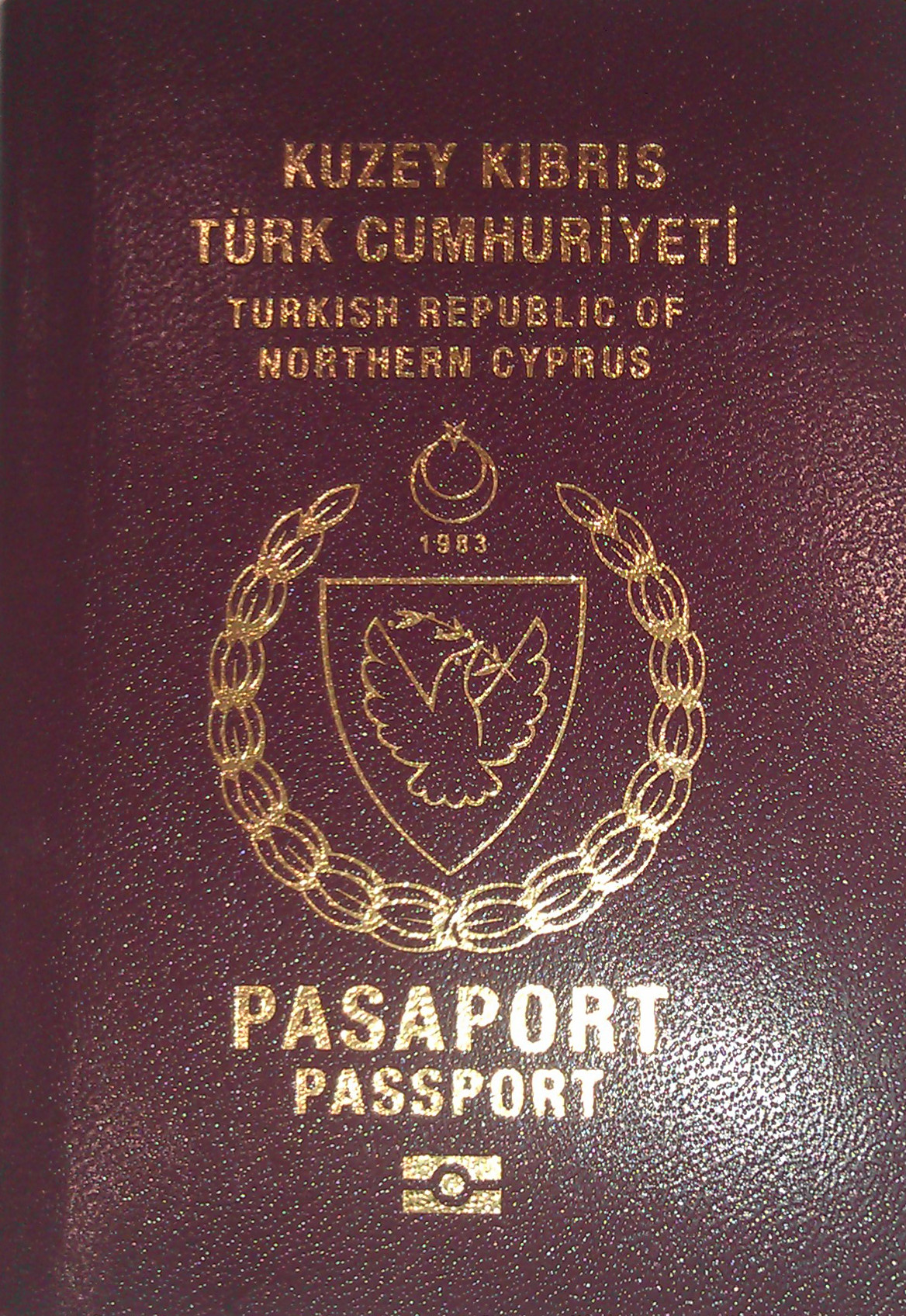
Паспорт гражданина Турецкой Республики Северного Кипра

Гражданство Турецкой Республики Северного Кипра  — устойчивая правовая связь физического лица с частично признанным государством турок-киприотов.
Регулируется законом о гражданстве ТРСК 1975 года с дальнейшими поправками.

## История
Институт гражданства в турецкой части Кипра возник после турецкой военной интервенции на Кипр в 1974 году и закреплен в статье 67 конституции, принятой 15 ноября 1983 года.
Изначально политика предоставления гражданства была направлена на повышение числа лиц турецкой национальности, проживающих на острове. Гражданство выдавали по решению государственных органов, в частности, военнослужащим турецких вооруженных сил и членам их семей, работникам из Турецкой Республики, а также переселенцам. Начиная с 1993 года гражданство было предоставлено болгарским туркам, переехавшим на Кипр в конце 1980-х и начале 1990-х годов.
Суммарно за период с 1974 по 2003 год гражданство ТРСК получило 53 258 человек, в том числе 45 689 турецких граждан (85,8 %), 4650 потомков турок-киприотов во втором и третьем поколении (8,7 %), 1094 болгарских турок (2,1 %) и 1825 граждан третьих стран (3,4 %).
В 2005 году в связи со строительным бумом на Кипр начало переезжать значительное число сезонных рабочих из Турции, что вызвало изменения миграционных правил в сторону ужесточения.

## Правила
Согласно конституции, гражданами были признаны лица, которые получили гражданство Республики Кипр после обретения независимости от Великобритании в 1960 году и постоянно проживали на территории Северного Кипра на 15 ноября 1983 года либо были приняты в гражданство Кипро-турецкого Федеративного Государства до этой даты. Кроме того, право на гражданство имели киприоты турецкого происхождения, имевшие право на получение гражданства в 1960 году, но не проживавшие на 15 ноября 1983 года в Северном Кипре, дети граждан ТРСК, а также дети родителей, имевших право на получение гражданства, но не получивших его в результате смерти.
Основанием для натурализации является, в том числе, легальное проживание на территории ТРСК в течение десяти лет (три года в случае супругов граждан ТРСК) либо заслуги перед государством, к которым относятся крупные (от 1 000 000 евро) инвестиции в экономику страны.
Конституция не допускает лишения гражданства лиц, получивших его по рождению, и турок-киприотов.

## Второе гражданство
Законодательство ТРСК не запрещает множественного гражданства.
Граждане ТРСК по рождению имеют право на получение турецкого гражданства на основании письменного заявления согласно статье 42 Закона Турецкой Республики о гражданстве. Лица, получившие гражданство ТРСК путем натурализации, являются исключением и получают турецкое гражданство в общем порядке по статье 11 данного закона.
Турки-киприоты и их потомки имеют право на получение гражданства Республики Кипр и связанные с ним преимущества. В то же время Республика Кипр считает нелегальной турецкую иммиграцию на остров и отказывает иммигрантам — гражданам ТРСК в праве въезда в страну не через греческую часть. Имеются случаи отказа в гражданстве детям иммигрантов из материковой Турции.

## Свобода передвижения
Турецкая Республика Северного Кипра официально признана только Турцией, и граждане ТРСК могут посещать эту страну по национальным паспортам без необходимости получения визы.
Ряд государств признает паспорт ТРСК в качестве проездного документа. По данным на 2010 год к ним относились США, Австралия, Великобритания, Франция и Сирия.